# Список руководителей СССР
Ниже представлен список руководителей СССР — государственных и партийных деятелей, де-юре и де-факто возглавлявших Союз Советских Социалистических Республик с момента его основания в декабре 1922 года и до момента прекращения его существования в декабре 1991 года.
СССР был основан 30 декабря 1922 года на основе договора между РСФСР, Украинской ССР, Белорусской ССР и Закавказской СФСР. Появлению нового государства предшествовала Октябрьская революция 1917 года и последовавшая за ней гражданская война в России 1918—1922 годов. Впоследствии в состав СССР вошёл ряд других республик, к 1989 году Советское государство объединяло 15 союзных республик. В декабре 1991 года СССР прекратил своё существование.
Список состоит из двух частей. В первой части списка приведён перечень фактических руководителей СССР — государственных и партийных деятелей, возглавлявших страну де-факто. Во второй части списка изложена информация о формальных руководителях СССР — лицах, возглавлявших высшие органы государственной власти Советского государства. Некоторые советские лидеры возглавляли государство и де-юре, и де-факто — таковыми являлись Леонид Брежнев, Юрий Андропов, Константин Черненко и Михаил Горбачёв, сосредоточившие в своих руках как партийное, так и государственное лидерство. Каждая часть списка сопровождается справочной информацией об особенностях государственного управления в СССР, высших органах государственной власти и их структуре. Список предваряет введение, в котором представлено хронологическое описание становления, развития и распада СССР.

## Исторический контекст
В октябре (по новому стилю — в ноябре) 1917 года к власти в Российской республике пришли большевики — произошла Октябрьская революция, также известная как Октябрьский переворот. В последовавшей за революцией пятилетней гражданской войне, основные боевые действия в рамках которой велись между большевистской Красной армией и вооружённым силами Белого движения, победу одержала советская власть.
30 декабря 1922 года был заключён договор между РСФСР, Украинской ССР, Белорусской ССР и Закавказской СФСР (объединяла Азербайджан, Армению и Грузию), на основании которого образовывалось новое государство — Союз Советских Социалистических Республик (СССР). Договор определял как основания союзного договора, так и структуру верховных органов власти нового федеративного государства, а также закрепил за союзными республиками право на свободный выход из состава СССР.
13 мая 1925 года по итогам размежевания советских республик в Средней Азии в состав СССР были приняты Узбекская ССР и Туркменская ССР. 5 декабря 1929 года в состав СССР также вошла Таджикская ССР. С принятием Конституции 1936 года была ликвидирована ЗСФСР — вместо неё в составе СССР выделились Азербайджанская ССР, Армянская ССР и Грузинская ССР. В этот же период времени союзными республиками также стали Казахская ССР и Киргизская ССР. По итогам советско-финляндской войны 1939—1940 годов часть территории Финляндии отошла СССР; 13 марта 1940 года Карельская АССР была преобразована в Карело-Финскую ССР (16 июля 1956 года включена в состав РСФСР на правах автономии). В 1940 году СССР аннексировал Бессарабию, Северную Буковину, а также страны Прибалтики, в результате чего в состав государства вошли Молдавская ССР (2 августа 1940 года), Литовская ССР (3 августа 1940 года), Латвийская ССР (5 августа 1940 года) и Эстонская ССР (6 августа 1940 года). К 1989 году СССР включал в себя 15 союзных республик.
Крах проводимой в СССР в конце 1980-х — начале 1990 годов политики «перестройки» привёл к разрушению привычного уклада жизни в стране; к 1991 году Советский Союз охватил глубокий кризис, затронувший все сферы жизни государства и общества, что привело к распаду страны. 6 сентября 1991 года Государственный Совет СССР признал независимость и выход из состава страны Латвийской Республики, Литовской Республики и Эстонской Республики. 8 декабря 1991 года были подписаны Беловежские соглашения: руководители России, Беларуси и Украины подписали соглашение о создании Содружества Независимых Государств (СНГ), объявив, что «Союз ССР как субъект международного права и геополитическая реальность прекращает своё существование». 21 декабря 1991 года руководители Азербайджана, Армении, Беларуси, Казахстана, Кыргызстана, Молдовы, России, Таджикистана, Туркменистана, Узбекистана и Украины подписали Алма-Атинскую декларацию; в документе указывалось, что «с образованием Содружества Независимых Государств Союз Советских Социалистических Республик прекращает своё существование». 25 декабря 1991 года сложил свои полномочия президент СССР — руководитель Советского государства, а на следующий день Декларацией Совета Республик Верховного Совета СССР было объявлено, что «с созданием СНГ Союз ССР как государство и субъект международного права прекращает своё существование».

## Фактические руководители СССР
Советский и российский историк, доктор исторических наук, профессор Д. А. Волкогонов отмечал, что высшая власть в СССР всегда находилась в руках лидеров единственной партии. «Ни одного из семи вождей народ на правление страной никогда, ни разу (!) не избирал. Как бы сейчас сказали, все большевистские руководители были нелегитимными, „незаконными“. Власть, часто после жестокой, но невидимой борьбы на самом верху, просто передавалась из рук в руки внутри узкого клана „профессиональных революционеров“», — писал он. Российский историк и правовед, кандидат юридических наук В. В. Иванов аналогично отмечает, что высшая власть в СССР принадлежала руководству Коммунистической партии; также Иванов подчёркивает, что, хотя РСФСР и СССР большую часть истории обходились без единоличного формального руководителя, почти всегда имелся фактический глава государства.
Д. А. Волкогонов выделял семь «вождей» — семь первых лиц, стоявших во главе СССР; таковыми, согласно Волкогонову, являлись Владимир Ленин, Иосиф Сталин, Никита Хрущёв, Леонид Брежнев, Юрий Андропов, Константин Черненко и Михаил Горбачёв; семь фактических глав СССР также выделяет В. В. Иванов. К фактическим руководителям СССР в ряде источников (в частности, в «Большой российской энциклопедии») также относят Георгия Маленкова, пришедшего к власти после смерти Сталина; Волкогонов отмечал, что «„первого“ вождя» в тот момент не было, однако Маленков при нивелировке иерархии в Президиуме ЦК КПСС стал всё больше выделяться в Совете министров СССР. Изначально, по мнению историка, всё шло к тому, что третьим вождём СССР должен был стать Маленков, однако ему, по мнению Волкогонова, помешало отсутствие лидерских качеств.
В. В. Иванов указывает, что до 1977 года лидеры партии и фактические правители страны либо вообще не занимали государственных постов, либо возглавляли правительство, при этом долгое время партийное руководство организовывалось «на сугубо коллегиальных началах». Так, лидерство Ленина в партии не было никак формализовано, с 1919 года по 1924 год он являлся одним из членов Политбюро, при этом также возглавлял Совет народных комиссаров СССР. В 1922 году генеральным секретарём ЦК ВКП(б) был избран Сталин; в тот период времени данная должность являлась технической и даже не была прописана в уставе партии, однако, как подчёркивает Иванов, Сталину удалось постепенно сделать её политической. К 1928 году Сталин окончательно преуспел в борьбе за власть и стал признанным лидером партии и государства. В 1934 году должность генерального секретаря была упразднена, а Сталин до конца жизни избирался лишь секретарём ЦК: секретарей ЦК партии было несколько, де-юре все они имели равный статус. В 1941 году Сталин возглавил Совет народных комиссаров СССР, а когда в 1946 году СНК был преобразован в Совет министров, его главой также остался Иосиф Виссарионович.
На фоне болезни и смерти Сталина Маленков в марте 1953 года возглавил Совет министров СССР, до 14 марта он также оставался одним из секретарей ЦК КПСС. В сентябре 1953 года первым секретарём ЦК КПСС был избран Хрущёв, однако и эта должность не была включена в партийный устав. В 1958 году Никита Сергеевич также возглавил Совет министров. В октябре 1964 года Хрущёв был отстранён от власти, а во главе партии встал Брежнев, ушедший с высшего государственного поста — председателя Президиума Верховного Совета; спустя два года в устав партии вводится должность генерального секретаря ЦК КПСС, которую Леонид Ильич и занимал до самой смерти. «В 1960—1970-е годы Брежнев вместе с председателем Президиума Верховного Совета Николаем Подгорным (который добивался, чтобы его именовали в печати „президентом СССР“) и председателем Совмина Алексеем Косыгиным (до середины 1970-х годов официально представлял Союз в международных делах) образовывали правящий триумвират. Со временем единственным правителем стал Брежнев», — пишет В. В. Иванов. Наконец, в 1977 году Брежнев объединяет партийное руководство с государственным: он становится также председателем Президиума Верховного Совета СССР. Примеру Брежнева в будущем последовали Андропов и Черненко.
Пришедший к власти после смерти Черненко в 1985 году Горбачёв изначально возглавлял лишь партию и оставался рядовым членом Президиума Верховного Совета СССР. В октябре 1988 года он становится председателем Президиума Верховного Совета, а в мае 1989 года — председателем Верховного Совета — высшим должностным лицом СССР по Конституции. По мнению В. В. Иванова, данная должность вводилась специально для Горбачёва, собственно, как и пост президента СССР, который Михаил Сергеевич занял в марте 1990 года.
Ниже представлен список фактических руководителей СССР, составленный в хронологическом порядке и содержащий общие сведения о каждом из них, включая фамилию, имя, отчество, годы жизни, период руководства. Отдельно перечисляются ключевые государственные и партийные должности, которые занимались каждым из упомянутых в списке советских правителей. Фактические руководители СССР, также возглавлявшие государство де-юре, выделены  светло-розовым цветом .
| № | Изображение | Фамилия, имя, отчество           | Годы жизни | Период руководства | Ключевые государственные и партийные должности | Источники                          |
| - | ----------- | -------------------------------- | ---------- | ------------------ | --- | ---------------------------------- |
| 1 |             | Ленин Владимир Ильич             | 1870—1924  | 1922—1924          | Председатель Совета народных комиссаров СССР (6 июля 1923 — 21 января 1924), член Политбюро ЦК РКП(б) (25 марта 1919 — 21 января 1924) | [ 27 ] [ 28 ] [ 29 ]               |
| 2 |             | Сталин Иосиф Виссарионович       | 1878—1953  | 1924—1953          | Председатель Совета народных комиссаров СССР (6 мая 1941 — 15 марта 1946), председатель Совета министров СССР (15 марта 1946 — 5 марта 1953), генеральный секретарь ЦК ВКП(б) (3 апреля 1922 — 10 февраля 1934), секретарь ЦК ВКП(б) — ЦК КПСС (10 февраля 1934 — 5 марта 1953) | [ 31 ] [ 34 ] [ 35 ] [ 36 ] [ 37 ] |
| 3 |             | Маленков Георгий Максимилианович | 1901—1988  | март—сентябрь 1953 | Председатель Совета министров СССР (5 марта 1953 — 8 февраля 1955), секретарь ЦК ВКП(б) — ЦК КПСС (1 июля 1948 — 14 марта 1953) | [ 18 ] [ 34 ] [ 36 ] [ 38 ]        |
| 4 |             | Хрущёв Никита Сергеевич          | 1894—1971  | 1953—1964          | Председатель Совета министров СССР (27 марта 1958 — 15 октября 1964), первый секретарь ЦК КПСС (7 сентября 1953 — 14 октября 1964) | [ 34 ] [ 36 ] [ 39 ] [ 40 ]        |
| 5 |             | Брежнев Леонид Ильич             | 1906—1982  | 1964—1982          | Председатель Президиума Верховного Совета СССР (16 июня 1977 — 10 ноября 1982), первый секретарь ЦК КПСС (14 октября 1964 — 8 апреля 1966), генеральный секретарь ЦК КПСС (8 апреля 1966 — 10 ноября 1982)                                                                      | [ 34 ] [ 41 ] [ 42 ]               |
| 6 |             | Андропов Юрий Владимирович       | 1914—1984  | 1982—1984          | Председатель Президиума Верховного Совета СССР (16 июня 1983 — 9 февраля 1984), генеральный секретарь ЦК КПСС (12 ноября 1982 — 9 февраля 1984) | [ 34 ] [ 41 ] [ 43 ]               |
| 7 |             | Черненко Константин Устинович    | 1911—1985  | 1984—1985          | Председатель Президиума Верховного Совета СССР (11 апреля 1984 — 10 марта 1985), генеральный секретарь ЦК КПСС (13 февраля 1984 — 10 марта 1985) | [ 34 ] [ 41 ] [ 44 ]               |
| 8 |             | Горбачёв Михаил Сергеевич        | 1931—2022  | 1985—1991          | Председатель Президиума Верховного Совета СССР (1 октября 1988 — 25 мая 1989), председатель Верховного Совета СССР (25 мая 1989 — 15 марта 1990), президент СССР (15 марта 1990 — 25 декабря 1991), генеральный секретарь ЦК КПСС (11 марта 1985 — 24 августа 1991)             | [ 34 ] [ 41 ] [ 45 ] [ 46 ]        |

## Формальные руководители СССР
«Считалось, что у РСФСР и СССР были „коллективные главы“ („коллективные президенты“) — президиумы ВЦИК и ЦИК, затем президиумы Верховных советов, это нигде прямо не прописывалось, но следовало из конституций», — указывает В. В. Иванов. Исследователь также приводит слова Иосифа Сталина, заявлявшего, что по системе Конституции СССР «не должно быть единоличного президента, избираемого всем населением, наравне с Верховным Советом, и могущего противопоставлять себя Верховному Совету».
Высшим органом государственной власти в СССР до вступления в силу норм Конституции СССР 1936 года являлся Всесоюзный съезд Советов. В его состав включались представители городских Советов и Советов городских поселений по расчёту 1 депутат от 25 000 избирателей и представители сельских Советов (губернских и окружных съездов Советов) по расчёту 1 депутат от 125 000 жителей. Делегаты съездов избирались в рамках губернских и окружных (краевых и областных) съездов Советов; в союзных республиках, в которых губернские или окружные объединения отсутствовали, делегаты избирались непосредственно на республиканских съездах Советов. Съезд избирал Центральный исполнительный комитет СССР: очередные съезды Советов созывались Центральным исполнительным комитетом один раз в год, а с 1927 года — один раз в два года. В период между созывами Всесоюзного съезда Советов высшим органом власти СССР являлся Центральный исполнительный комитет, который избирал свой Президиум — высший законодательный, исполнительный и распорядительный орган власти СССР в период между сессиями ЦИК. Из состава Президиума по числу союзных республик избирались равноправные председатели ЦИК. «Вначале их было четверо — по числу учредителей СССР. По мере увеличения числа субъектов Союза, увеличивалось и количество председателей ЦИК. В 1931 г. их стало уже семеро», — пишет В. В. Иванов.
По Конституции СССР 1936 года и Конституции СССР 1977 года высшим органом государственной власти СССР являлся Верховный Совет СССР. Он состоял из двух палат (Совет Союза и Совет Национальностей), в каждую из которых входило равное количество депутатов. Избрание Совета Союза осуществлялось по территориальным избирательным округам с равным числом избирателей, депутаты Совета Национальностей избирались от национально-территориальных округов, которые образовывались в союзных и автономных республиках, автономных областях и округах. Верховный Совет СССР созывался два раза в год на очередные сессии. В период между сессиями высшим органом государственной власти в СССР являлся избираемый Верховным Советом Президиум. Президиум Верховного Совета СССР возглавлял председатель (он имел первого заместителя и по одному заместителю от каждой союзной республики).
С марта 1989 года по сентябрь 1991 года высшим органом власти СССР являлся Съезд народных депутатов СССР. Он состоял из 2250 депутатов, 750 из которых избирались от территориальных избирательных округов с равной численностью избирателей, ещё по 750 — от национально-территориальных округов и от общественных организаций соответственно. В этот период Верховный Совет, по прежнему состоявший из двух палат (Совета Союза и Совета Национальностей) был подотчётен Съезду и являлся постоянно действующим законодательным, распорядительным и контрольным органом государственной власти СССР, избиравшимся тайным голосованием на Съезде из числа народных депутатов СССР. Президиум Верховного Совета СССР в этот период времени являлся подотчётным Верховному Совету СССР органом, который был призван обеспечивать организацию работы Съезда народных депутатов СССР и Верховного Совета. Возглавлял Президиум председатель Верховного Совета СССР (он имел первого заместителя и 15 заместителей).
Законом СССР «Об учреждении поста Президента СССР и внесении изменений и дополнений в Конституцию (Основной Закон) СССР», принятым внеочередным III Съездом народных депутатов 14 марта 1990 года, была учреждена должность президента — главы Советского государства. Как отмечает В. В. Иванов, одновременно с учреждением президентского поста полномочия председателя Верховного Совета были сокращены. Законом СССР от 26 декабря 1990 года «Об изменениях Конституции (Основного Закона) СССР в связи с совершенствованием системы государственного управления» была также учреждена должность вице-президента СССР, упразднённая 5 сентября 1991 года. В начале сентября 1991 года на V Съезде народных депутатов СССР должность председателя Верховного Совета СССР и Президиум Верховного Совета СССР были упразднены. 25 декабря 1991 года была ликвидирована и должность президента СССР.
Ниже приводятся составленные в хронологическом порядке списки председателей Центрального исполнительного комитета СССР и Президиума Верховного Совета СССР, а также информация о председателе Верховного Совета СССР и президенте СССР; помимо прочего, в таблицах размещена информация о лицах, исполнявших обязанности председателя Президиума Верховного Совета СССР и президента СССР. Списки включают в себя общую информацию (фамилия, имя, отчество, годы жизни, начало и окончание полномочий и др.) о каждом из руководителей. Формальные руководители СССР, в период нахождения в данном статусе также возглавлявшие государство де-факто, выделены  светло-розовым цветом . Исполняющие обязанности выделены  светло-голубым цветом .

### Председатели Центрального исполнительного комитета СССР
| Изображение | Фамилия, имя, отчество          | Годы жизни | Союзная республика | Полномочия      | Полномочия     | Источники            |
| Изображение | Фамилия, имя, отчество          | Годы жизни | Союзная республика | Начало          | Окончание      | Источники            |
| ----------- | ------------------------------- | ---------- | ------------------ | --------------- | -------------- | -------------------- |
|             | Калинин Михаил Иванович         | 1875—1946  | РСФСР              | 30 декабря 1922 | 12 января 1938 | [ 34 ] [ 49 ] [ 57 ] |
|             | Петровский Григорий Иванович    | 1878—1958  | Украинская ССР     | 30 декабря 1922 | 12 января 1938 | [ 34 ] [ 49 ] [ 58 ] |
|             | Червяков Александр Григорьевич  | 1892—1937  | Белорусская ССР    | 30 декабря 1922 | 16 июня 1937   | [ 34 ] [ 49 ] [ 59 ] |
|             | Нариманов Нариман Наджаф оглы   | 1870—1925  | ЗСФСР              | 30 декабря 1922 | 19 марта 1925  | [ 34 ] [ 49 ] [ 60 ] |
|             | Мусабеков Газанфар Махмуд оглы  | 1888—1938  | ЗСФСР              | 21 мая 1925     | июнь 1937      | [ 34 ] [ 49 ] [ 61 ] |
|             | Айтаков Недирбай                | 1894—1938  | Туркменская ССР    | 21 мая 1925     | 21 июля 1937   | [ 34 ] [ 49 ] [ 62 ] |
|             | Ходжаев Файзулла Губайдуллаевич | 1896—1938  | Узбекская ССР      | 21 мая 1925     | 17 июня 1937   | [ 34 ] [ 49 ] [ 63 ] |
|             | Максум Нусратулло               | 1881—1937  | Таджикская ССР     | 18 марта 1931   | 4 января 1934  | [ 34 ] [ 49 ] [ 64 ] |
|             | Рахимбаев Абдулло Рахимбаевич   | 1896—1938  | Таджикская ССР     | 4 января 1934   | сентябрь 1937  | [ 34 ] [ 49 ] [ 65 ] |

### Председатели Президиума Верховного Совета СССР
| №     | Изображение | Фамилия, имя, отчество        | Годы жизни | Полномочия     | Полномочия     | Источники                   |
| №     | Изображение | Фамилия, имя, отчество        | Годы жизни | Начало         | Окончание      | Источники                   |
| ----- | ----------- | ----------------------------- | ---------- | -------------- | -------------- | --------------------------- |
| 1     |             | Калинин Михаил Иванович       | 1875—1946  | 17 января 1938 | 19 марта 1946  | [ 34 ] [ 41 ] [ 57 ]        |
| 2     |             | Шверник Николай Михайлович    | 1888—1970  | 19 марта 1946  | 15 марта 1953  | [ 34 ] [ 41 ] [ 66 ]        |
| 3     |             | Ворошилов Климент Ефремович   | 1881—1969  | 15 марта 1953  | 7 мая 1960     | [ 34 ] [ 41 ] [ 67 ]        |
| 4     |             | Брежнев Леонид Ильич          | 1906—1982  | 7 мая 1960     | 15 июля 1964   | [ 34 ] [ 41 ] [ 42 ]        |
| 5     |             | Микоян Анастас Иванович       | 1895—1978  | 15 июля 1964   | 9 декабря 1965 | [ 34 ] [ 41 ] [ 68 ]        |
| 6     |             | Подгорный Николай Викторович  | 1906—1983  | 9 декабря 1965 | 16 июня 1977   | [ 34 ] [ 41 ] [ 69 ]        |
| 7     |             | Брежнев Леонид Ильич          | 1906—1982  | 16 июня 1977   | 10 ноября 1982 | [ 34 ] [ 41 ] [ 42 ]        |
| и. о. |             | Кузнецов Василий Васильевич   | 1901—1990  | 10 ноября 1982 | 16 июня 1983   | [ 34 ] [ 41 ] [ 70 ]        |
| 8     |             | Андропов Юрий Владимирович    | 1914—1984  | 16 июня 1983   | 9 февраля 1984 | [ 34 ] [ 41 ] [ 43 ]        |
| и. о. |             | Кузнецов Василий Васильевич   | 1901—1990  | 9 февраля 1984 | 11 апреля 1984 | [ 34 ] [ 41 ] [ 70 ]        |
| 9     |             | Черненко Константин Устинович | 1911—1985  | 11 апреля 1984 | 10 марта 1985  | [ 34 ] [ 41 ] [ 44 ]        |
| и. о. |             | Кузнецов Василий Васильевич   | 1901—1990  | 10 марта 1985  | 2 июля 1985    | [ 34 ] [ 41 ] [ 70 ]        |
| 10    |             | Громыко Андрей Андреевич      | 1909—1989  | 2 июля 1985    | 1 октября 1988 | [ 34 ] [ 41 ] [ 71 ]        |
| 11    |             | Горбачёв Михаил Сергеевич     | 1931—2022  | 1 октября 1988 | 25 мая 1989    | [ 34 ] [ 41 ] [ 45 ] [ 46 ] |

### Председатель Верховного Совета СССР
| Изображение | Фамилия, имя, отчество    | Годы жизни | Полномочия  | Полномочия    | Источники                   |
| Изображение | Фамилия, имя, отчество    | Годы жизни | Начало      | Окончание     | Источники                   |
| ----------- | ------------------------- | ---------- | ----------- | ------------- | --------------------------- |
|             | Горбачёв Михаил Сергеевич | 1931—2022  | 25 мая 1989 | 15 марта 1990 | [ 34 ] [ 45 ] [ 46 ] [ 56 ] |

### Президент СССР
| №     | Изображение | Фамилия, имя, отчество    | Годы жизни | Полномочия      | Полномочия      | Источники                   |
| №     | Изображение | Фамилия, имя, отчество    | Годы жизни | Начало          | Окончание       | Источники                   |
| ----- | ----------- | ------------------------- | ---------- | --------------- | --------------- | --------------------------- |
| 1     |             | Горбачёв Михаил Сергеевич | 1931—2022  | 15 марта 1990   | 25 декабря 1991 | [ 34 ] [ 45 ] [ 46 ] [ 55 ] |
| и. о. |             | Янаев Геннадий Иванович   | 1937—2010  | 19 августа 1991 | 21 августа 1991 | [ 55 ] [ 72 ] [ 74 ] [ 75 ] |

## Комментарии
1. ↑  В 1918—1925 годах — Российская коммунистическая партия (большевиков), сокращённо — РКП(б); в 1925—1952 годах — Всесоюзная коммунистическая партия (большевиков), сокращённо — ВКП(б); с 1952 года — Коммунистическая партия Советского Союза, сокращённо — КПСС[14][15].
2. ↑  Фамилия при рождении — Ульянов[27].
3. ↑  Фамилия при рождении — Джугашвили[30][31].
4. ↑  В официальной прижизненной биографии Сталина, в редактировании которой принимал участие он сам[32], утверждалось, что Иосиф Виссарионович родился в 1879 году[31][33]. Архивные данные позволяют достоверно утверждать, что Сталин родился в 1878 году[30].
5. ↑  В период, когда данная должность являлась высшей в стране, т. е. до введения поста президента СССР, её занимал один человек — Михаил Горбачёв[56]. После введения поста президента СССР должность председателя Верховного Совета СССР занимал Анатолий Лукьянов (с 15 марта 1990 года по 26 августа 1991 года; последний в этой должности)[56].
6. ↑  Должность президента СССР занимал лишь один человек — Михаил Горбачёв[55].
7. 1 2  Отчество указывается при наличии.
8. ↑  Даты промежуточных переизбраний не указываются.
9. 1 2 3  Исполняющий обязанности как первый заместитель председателя Президиума Верховного Совета СССР[34]. Являлся первым заместителем председателя Президиума Верховного Совета СССР с 7 октября 1977 года по 18 июня 1986 года[56].
10. ↑  В период Августовского путча вице-президент СССР Янаев объявил о своём вступлении в исполнение обязанностей президента СССР указом от 18 августа 1991 года «в связи с невозможностью по состоянию здоровья исполнения Горбачёвым Михаилом Сергеевичем своих обязанностей Президента СССР на основании статьи 1277 Конституции СССР»[72][73]. 21 августа объявил о сложении полномочий[74]. Янаев занимал должность вице-президента СССР с 27 декабря 1990 года по 22 августа 1991 года[55].